# Tefritídeos
Tefritídeos (Tephritidae) é uma das duas famílias de mosca conhecida como "mosca das frutas". A outra é Drosophilidae. Tephritidae não inclui as espécies do gênero Drosophila, modelos em estudos de genética. Há cerca de 5000 espécies de Tefritídeos descritas, classificados em quase 500 gêneros. A taxonomia dessa família ainda não está bem resolvida, com novas descrições, reclassificações e análises genéticas modificando as relações entre os grupos frequentemente. Moscas das frutas dessa família são de grande importância econômica na agricultura. Algumas possuem efeito negativo, e outras efeito positivo. Várias espécies causam danos à fruticultura e outras culturas. A espécie possui um dos maiores espermatozoides do mundo, com 5,8 cm, 23 vezes maior que a mosca, que possui 3 mm.

## Espécies de maior importância econômica
No Brasil as espécies relatadas como causadoras de dano em pelo menos uma cultura, estão distribuídas em apenas quatro gêneros, todos pertencentes à família Tephritidae:
- Bactrocera - gênero representado por apenas uma espécie restrita ao Oiapoque, B. carambolae, conhecida como mosca-da-carambola.Originária da Asia e introduzida por meio de bagagens.
- Rhagoletis - quatro espécies são encontradas no Brasil todo, mas somente no sul do país já foram citadas como pragas ocasionais.
- Anastrepha - é o gênero de maior importância no Brasil, com 94 espécies descritas no país. Porém, apenas sete possuem verdadeira importância econômica. São elas:
  - Anastrepha fraterculus- mosca-das-frutas-sul-americana uma das principais e mais temidas pragas da fruticultura brasileira. Ataca principalmente frutos da família Myrtaceae, mas possui ainda 14 outras famílias que podem ser suas possíveis hospedeiras. É praga primária e muito combatida em pomares de maçã, pêssego, ameixa, mamão, uva, mirtáceas, kiwi, etc.[3][4]
  - Anastrepha grandis - Mosca-da-abóbora. Suas hospedeiras, como o nome já diz, pertencem à família Cucurbitaceae. É praga secundária na cultura do meloeiro, mas é considerada praga quarentenária em muitos países importadores.[5]
  - Anastrepha obliqua - seus hospedeiros mais comuns encontram-se nas famílias Anacardiaceae e Myrtaceae.[3]
  - Anastrepha pseudoparalella - Seu principal hospedeiro é o maracujá.[3]
  - Anastrepha sororcula - ataca principalmente mirtáceas, podendo ser praga ainda em manga e café.[3]
  - Anastrepha striata - ataca principalmente mirtáceas e maracujá.[3]
  - Anastrepha zenildae - ataca as mirtáceas e outras famílias.[3]
- Ceratitis- dentre os quatro gêneros de importância econômica é o único exótico ( A Mosca da Carambola também é exótica). É representado por apenas uma espécie: Ceratitis capitata, conhecida como mosca-do-mediterrâneo.[6]

No Brasil há ainda representantes do gênero Toxotrypana, extremamente importante no México. Porém, a mosca-do-mamão, que é espécie de importância econômica não ocorre no nosso país.
Outro gênero que ocorre, mas que não possui nenhuma espécie importante para a fruticultura brasileira, é o gênero Dacus.
Outra família que ocorre no Brasil é a família Lonchaeidae, mas há uma controvérsia sobre seu potencial como praga. Muitos citam que estes insetos utilizam ferimentos já deixados por outras espécies de moscas para pôr seus ovos no interior dos frutos.

### Gêneros de importância econômica
- Bactrocera
- Ceratitis
- Paracantha
- Rhagoletis
- Tephritis
- Urophora
- Euaresta

### Danos
As moscas-das-frutas podem causar prejuízos das seguintes formas:
- A larva da mosca, ao se desenvolver no interior dos frutos, causa um violento desbalanço hormonal, o que causa, por sua vez, amadurecimento desuniforme e culmina com necrose na região afetada e queda precoce do fruto.[carece de fontes?]
- Os frutos podem apresentar deformações e manchas nos locais onde as fêmeas perfuram para testar o substrato de oviposição (picada de prova) ou onde elas efetivamente ovipositam, mas sem a eclosão de larva.[carece de fontes?]
- Há a possibilidade de entrada de microorganismos oportunistas nas lesões deixadas pelas fêmeas.[carece de fontes?]
- Muitas espécies de moscas-das-frutas que ocorrem no Brasil são consideradas pragas quarentenárias em muitos países importadores, o que gera uma série de barreiras de impede a exportação de frutos para consumo sob forma "in natura".[8]